# Art d'Égypte et de Syrie des Fatimides aux Mamelouks
L’art en Égypte et en Syrie entre 1071 et 1250 est commandité par les nombreuses forces en présence à cette époque : Atabeys, Zengides puis Ayyoubides, Francs, Byzantins. L’art sert alors à manifester sa puissance et sa richesse face à ses adversaires politiques, en ces temps particulièrement troublés. 

## Contexte historique

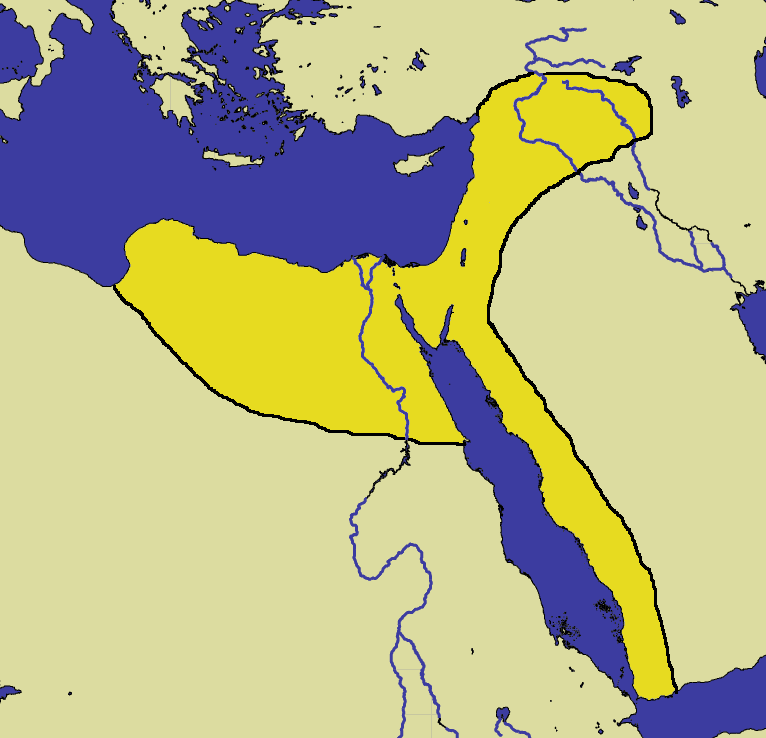
Territoire ayyubide en 1189

La période courant du XIe au XIIIe siècle au Proche-Orient est historiquement complexe. La Syrie et la Jezirah sont soumises au régime des atabegs, des gouverneurs des Seldjoukides d’Anatolie. La région est extrêmement morcelée, ce sur quoi jouent les croisés, tandis que la secte des assassins représente une réelle menace. 
Zengi, un Kurde gouvernant Mossoul pour le compte de Malik Chah, fonde la dynastie zengide et part à la conquête de la Syrie, s’emparant de Damas et d'Alep en 1128. À sa mort en 1146, ses possessions sont partagées, et Nur ad-Din hérite de ses territoires syriens, auxquels il adjoint l’Égypte, dont il s’empare en 1164–1168, sans pour autant renverser la dynastie fatimide, qui reconnaît sa suzeraineté. Il faut attendre Ṣalāḥ ad-Dīn Yūsuf, plus connu sous le nom de Saladin, pour que le califat fatimide s’éteigne enfin, en 1171. Saladin, à la mort de Nur ad-Din (1173), parvient à redonner un semblant d’unité au monde syro-égyptien. Afin de légitimer son pouvoir, il mène des campagnes contre les Francs et s’empare de la ville de Jérusalem (1187). Il meurt en 1193, donnant naissance à la dynastie ayyoubide, qui perdurera en Égypte jusqu’en 1250 et un peu plus longtemps en Syrie, sans pouvoir maintenir une réelle cohésion dans le sultanat.

## Architecture et urbanisme

### En Jezirah
La principale ville de Jezirah qui donne lieu à une production architecturale est celle de Mossoul, où deux influences contradictoires se dégagent :
- Celle de l’Iran, perceptible dans des bâtiments de brique avec un goût marqué pour les effets de relief et l’illusionnisme. L’épigraphie kufique tressée est très utilisée.
- Celle de l’Anatolie, qui se manifeste dans l’architecture de pierre. On y remarque un très bel appareillage de la pierre, un goût marqué pour le travail des moulures et des effets plastiques, et l’emploi de petites niches décoratives, que l’on retrouve dans le décor des métaux. L’épigraphie utilisée est alors une épigraphie cursive.

### En Syrie
La Syrie, qui ne constitue pas normalement le centre du pouvoir Ayyubide, bénéficie pourtant d’un mécénat plus développé qu’au Caire, car il s’agit d’un mécénat émiral, générateur d’édifices moins ambitieux que ceux de la capitale, mais beaucoup plus nombreux. Les Ayyubides adhérant à la doctrine Shafiite, ils ne construisent pas de grandes mosquées, mais beaucoup de madrasa et de mausolées.

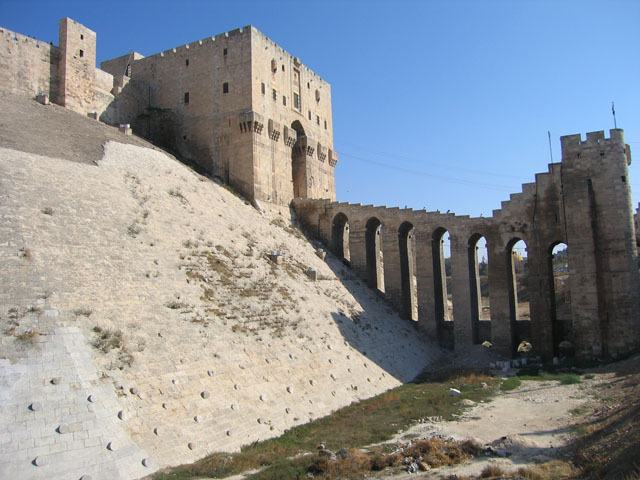
Citadelle d’Alep, voie d’accès

La citadelle d'Alep est l’une des plus importantes créations Ayyubides en matière d’architecture militaire, avec le renforcement des fortifications du Caire par Saladin. Construite en pierre, elle marque bien le climat d’insécurité qui règne alors, et présente des influences franques. En effet, les Syriens connaissaient leur architecture de par les châteaux forts qu’ils avaient construits, comme le Krak des Chevaliers. Les échauguettes sont un exemple des emprunts arabes à l’architecture croisée.
Un autre bâtiment important est la madrasa Firdaws, construite entre 1234 et 1237 sur ordre de la régente d’Alep. Comme la plupart des madrasa syriennes, elle est de taille plutôt réduite et de plan rectangulaire organisé autour d’une cour centrale avec une fontaine. Mais l’élément le plus important est son mihrab, considéré comme un chef-d’œuvre de l’art islamique. Il est fait dans une technique proprement syrienne : l’ablaq, c’est dire l’incrustation de bandes de marbres colorés, qui forment ici des motifs d’arcs polylobés entrecroisés.
On pourrait citer d’autres madrasa de cette période : la madrasa de Nur-al-Din à Damas (1167-68), la madrasa Zahiriya à Alep (1219)… Malgré d’importantes différences de plan, elles suivent toutes un schéma à peu près identique, dont l’origine reste controversée mais ne semble pas venir d’Iran, comme c’est le cas du concept de madrasa.
Le troisième aspect de l’architecture syrienne consiste en tombeaux chiites, tels le Mashhad al-Husayn, et en khanqah (maisons pour les Sufis), dont le plan se rapproche le plus souvent de celui des madrasa. Beaucoup de hammams sont également construits.  
Il faut enfin citer un bâtiment très particulier qui n’aura pas de réelle descendance : le maristan de Nur ad-Din. Il s’agit d’un hôpital situé à Damas, construit comme son nom l’indique sur l’ordre de Nur ad-Din en 1154. Pour Richard Ettinghausen, il s’agit de l’« une des pièces maîtresses du XIIe siècle composée le plus harmonieusement, avec une façade particulièrement élégante combinée à la géométrie d’un demi-dôme à muqarnas avec un linteau classique au-dessous ».

### En Égypte
En Égypte, l’architecture se concentre sur le Caire. On trouve également de nombreux mausolées, comme ceux dits « des Abbassides » ou encore celui de l’imam Shafei. 
On remarque plusieurs influences : 
- de Syrie tout d’abord, à travers le matériau (passage de la brique à la pierre), l’écriture kufique, et les coupoles peintes.
- Fatimides également, dans la forme des arcs (angles vifs), les côtes rayonnantes dans les niches et le travail du stuc.

La madrasa de Salih Najm al-Din, construite à la fin de la période (1243-1250) est composée de deux madrasa à deux iwans. Il s’agit d’un grand monument comportant deux cours oblongues reliées par de grands couloirs. Ses niches côtelées et ses muqarnas rappellent la mosquée Al-Akmar, mais la technique de l’ablaq que l’on trouve à l’intérieur est un emprunt direct à l’art syrien.

## Objets
La production d’objets d’art à cette époque pose beaucoup de problèmes d’attribution aux historiens de l’art. Non seulement les œuvres et les artistes bougent beaucoup, au fur et à mesure des conquêtes et des pertes, mais en plus, il n’existe quasiment pas d’œuvre-jalon, c’est-à-dire portant le nom d’un commanditaire, d’une ville, une date… Il n’est donc pas rare qu’art fatimide, anatolien, syrien et irakien soient mélangés, et que l’attribution des œuvres varie.

### Verre

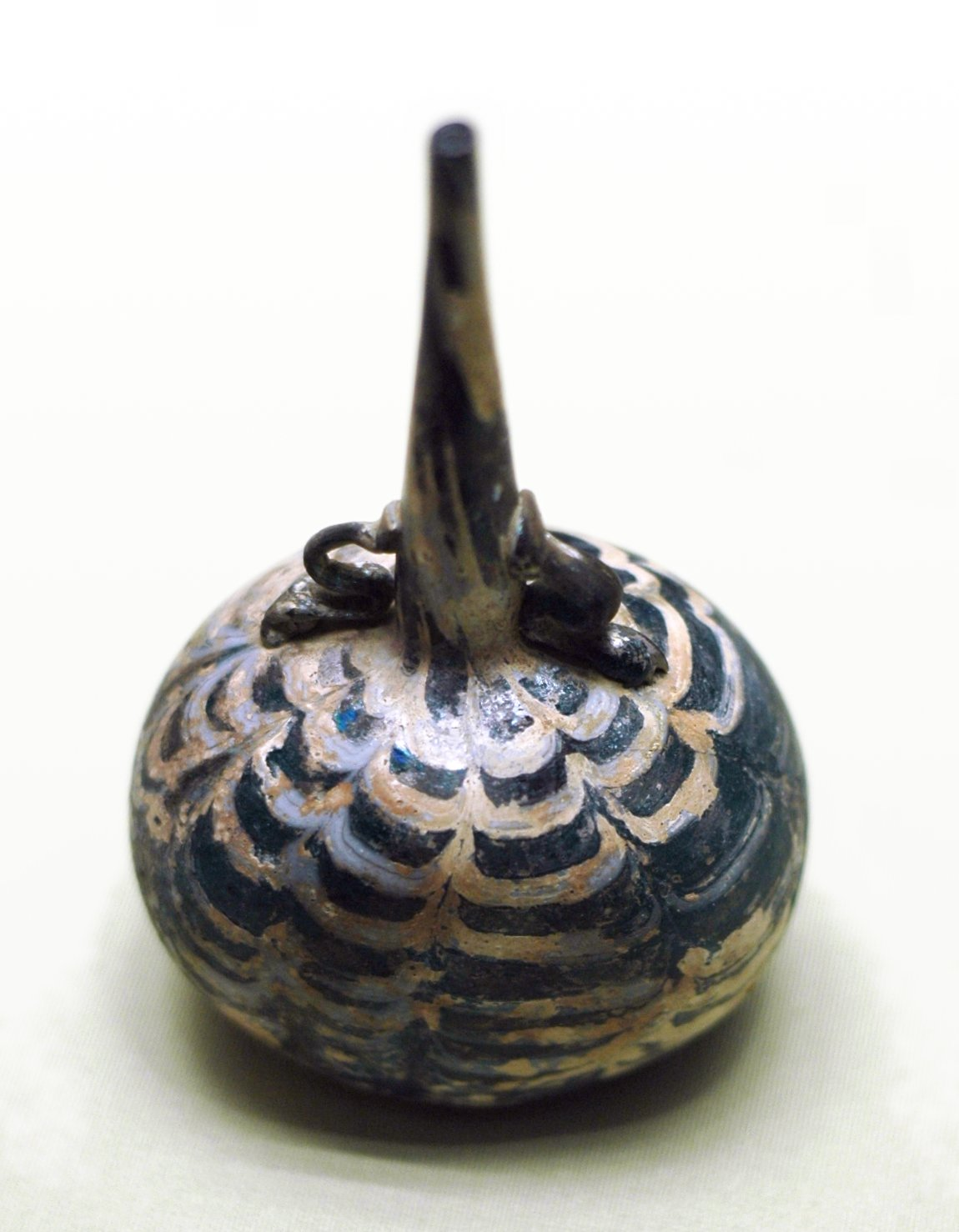
Aspersoir en verre marbré, XIIe siècle - XIIIe siècles, Syrie, Louvre

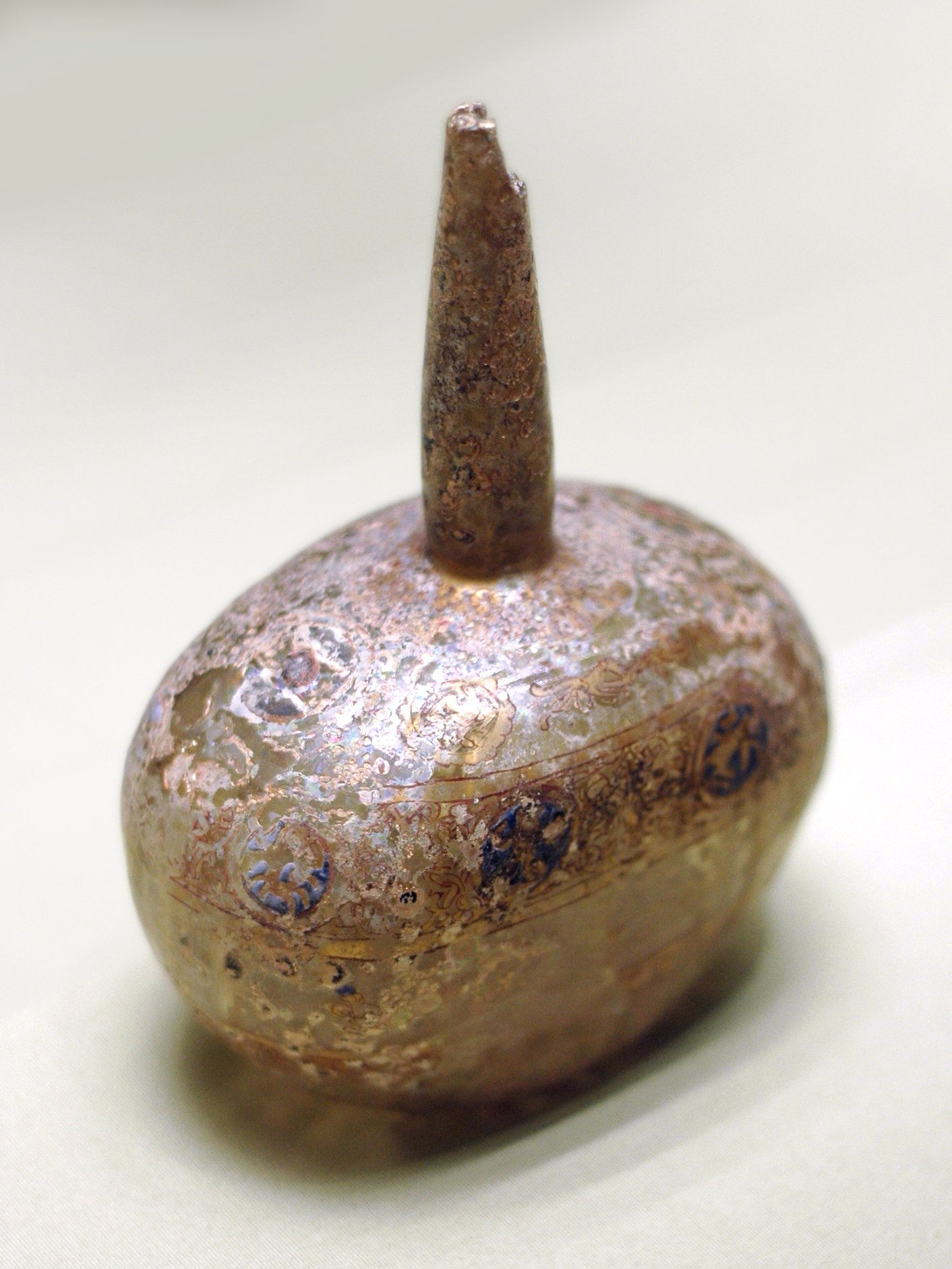
Flacon doré et émaillé, Syrie, XIIIe siècle, Louvre

Le verre, transparent ou opaque, est l’un des matériaux les plus utilisés dans la confection d’objets d’art. Plusieurs techniques de décor sont utilisées : 
- Le soufflage dans un moule cannelé, qui permet d’obtenir des pièces à la surface ondulée. En général, il est employé conjointement avec d’autres techniques.
- Le verre marbré consiste en l’inclusion d’un filet de verre coloré dans un objet d’une autre teinte (généralement, il s’agit de blanc dans du noir ou dans du bleu foncé). Il en résulte des pièces bicolores, voire tri- ou quadricolores, pour les plus développées. Cette méthode était déjà utilisée dans l’Égypte antique, et s’est perpétuée au fil du temps.
- Le verre doré peut l’être à chaud ou à froid. Ce décor n’existe quasiment qu’à cette époque, et le verre émaillé et doré lui sera préféré.
- Le verre émaillé est la véritable nouveauté du XIIe siècle. Des émaux colorés sont posés à sa surface pour former des motifs. Souvent, la pièce est également rehaussée d’or (posé à chaud ou à froid). L’iconographie de tels décors est diverse : le gobelet de Charlemagne, conservé à Chartres, présente une mosaïque de petites gouttelettes d’émail bleu, blanc et rouge, alors que des arabesques sont peintes sur le Porte bonheur d'Edenhall du Victoria and Albert Museum de Londres. On trouve également fréquemment un décor animal ou de personnages, comme en témoigne le gobelet aux cavaliers du musée du Louvre. Cette technique, qui se poursuit chez les Mamelouks, sera copiée par les verriers vénitiens.

Quelques formes sont récurrentes, notamment :
- Les gobelets évasés, qui possèdent tous une double base. Celle du dessus est bombée, elle correspond à la marque de l’outil utilisé pendant le soufflage, et une plaquette circulaire est rapportée pour que le gobelet puisse tenir debout. Ce double fond est caractéristique des gobelets islamiques.
- Les aspersoirs sont des flacons à la panse globulaire et au col plus ou moins long se terminant par une embouchure très étroite. En effet, utilisés pour conserver du parfum, leur ouverture minuscule permettait de ne pas perdre une goutte du précieux liquide.
- Les bouteilles au long col sont également fréquentes, et le plus souvent décorées à l’émail de scènes très développées. En partie supérieure, un anneau de verre permet de récupérer les gouttes échappées.

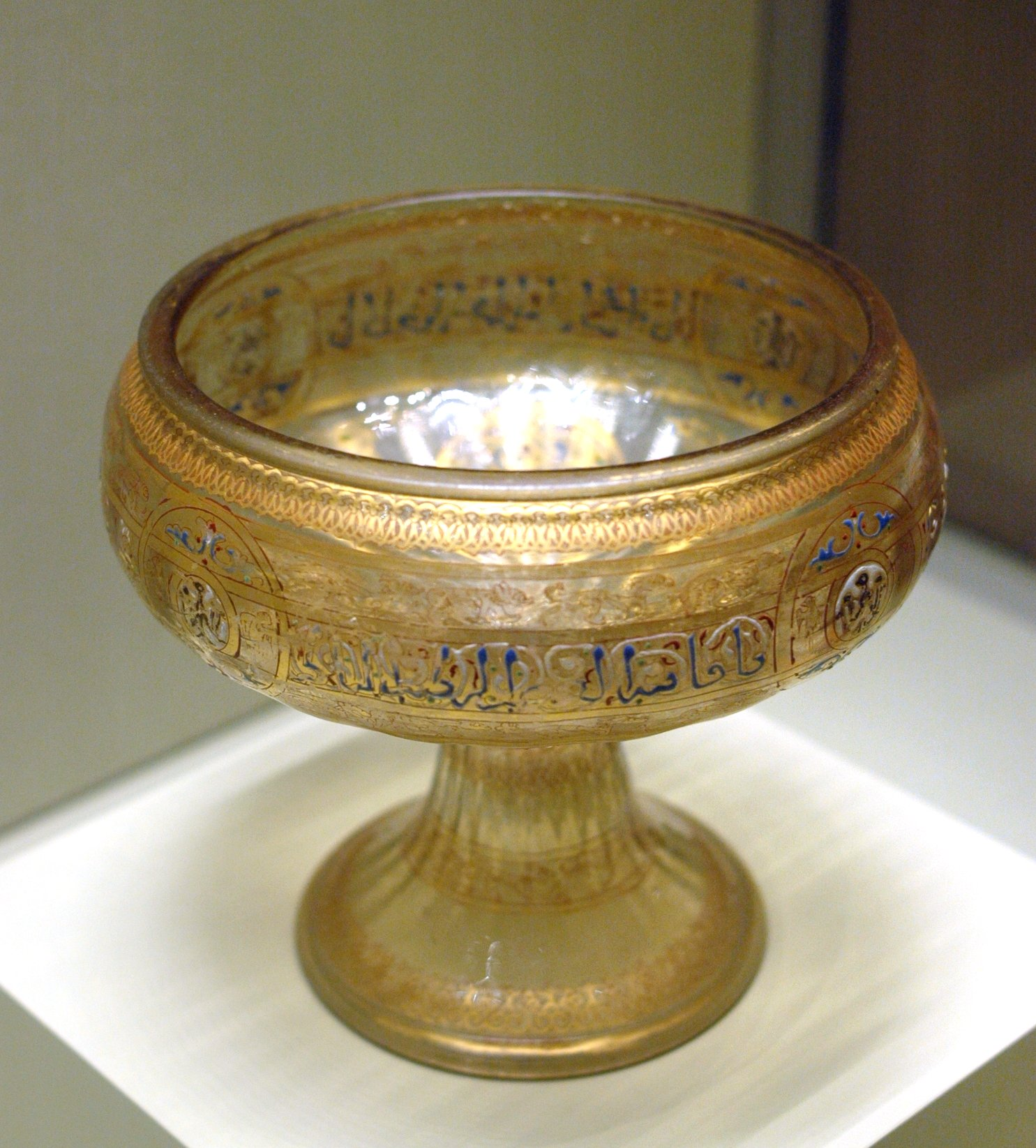
Coupe en verre émaillé et doré, Syrie, XIIIe siècle, Metropolitan Museum of Art

- Les formes ouvertes (bols, coupes) sont plus rares, mais existent cependant. Le Metropolitan Museum of Art de New York conserve notamment une magnifique coupe sur piédouche, soufflée dans un moule cannelé, émaillée et dorée.

On trouve nombre de ces œuvres dans les collections européennes et notamment dans les trésors d’églises, car beaucoup furent ramenées par les croisés, d’autant que certaines ont une iconographie chrétienne, soit car leur commanditaire était chrétien, soit car l’artisan lui-même était chrétien (aussi paradoxal que cela paraisse, le monde islamique n’est devenu à majorité musulman qu’au cours du XIIIe siècle, les coptes, nestoriens et autres chrétiens d’Orient formant une grande partie de la population). Il arrive souvent que ces objets soient emmanchés dans des montures d’orfèvrerie gothique lorsqu’ils se trouvent en Europe depuis le Moyen Âge.

### Céramique

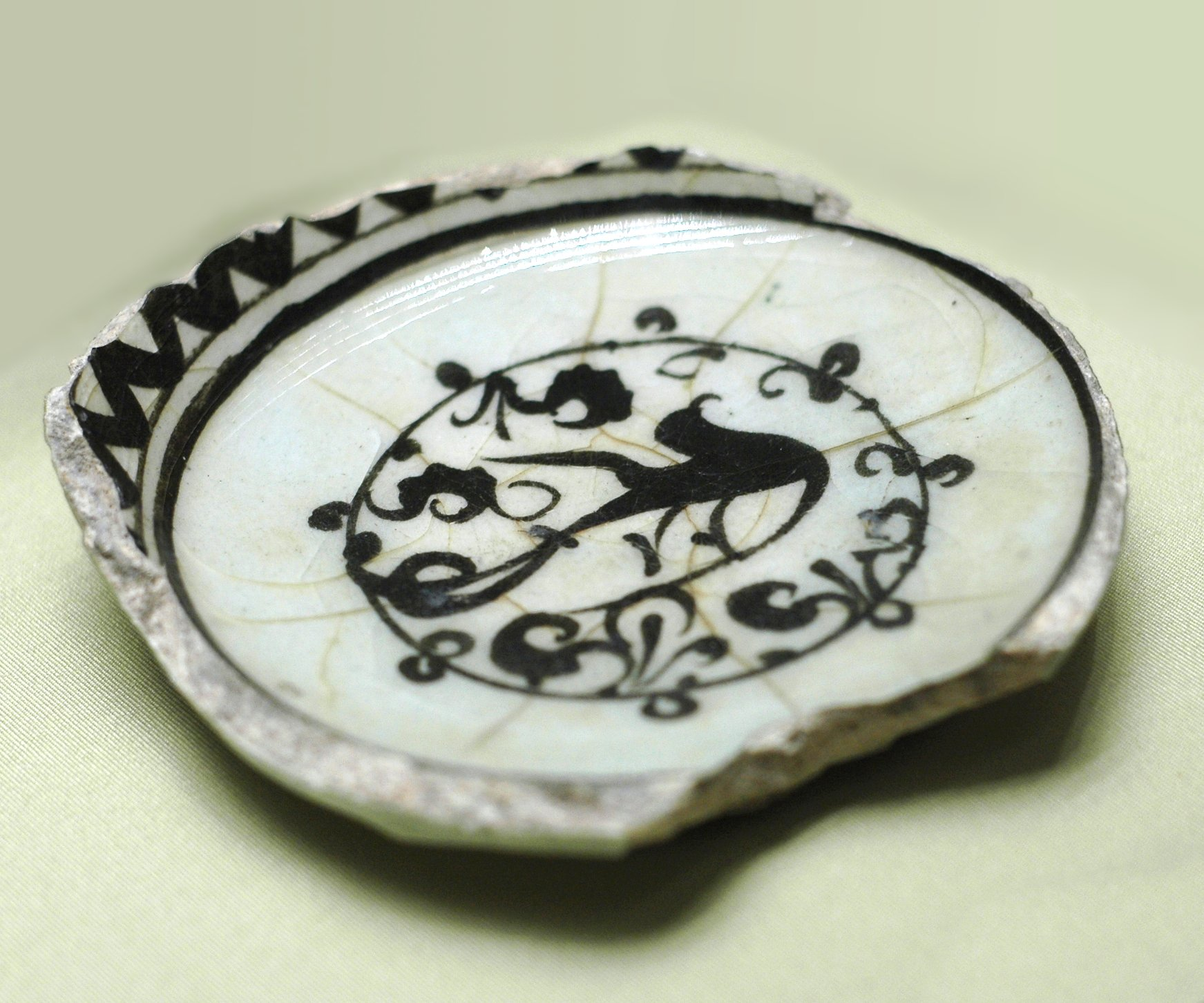
Tesson à l’oiseau, Syrie, XIIIe siècle, Louvre : exemple de décor prenant un aspect calligraphique

La céramique connaît une avancée majeure à cette période, avec la mise au point des couleurs de grand feu (noir, bleu, rouge de fer et plus rarement vert) peintes sous glaçure. Ces dernières sont généralement mal conservées en raison de la forte salinité du sol syrien. On peut tout de même remarquer que les potiers aiment à jouer avec : au lieu d’enduire entièrement leur pièce de glaçure, ils la laissent couler et former de grosses gouttes sur le pied de l’œuvre. En général, les pâtes ne sont pas engobées.
Dans le décor, on note une certaine fantaisie décorative, le goût pour les motifs végétaux et les grandes diagonales, qui donnent de la vigueur et du dynamisme. Les motifs de damiers et les costumes à rayures sont fréquents, tout comme les animaux et les personnages qui prennent un aspect calligraphique, ou donnent naissance à des arabesques.
Quelques groupes importants peuvent être signalés :
- Le groupe de Tell Minis.

On désigne ainsi une production de céramiques de formes ouvertes (bols, coupes) à pâte siliceuse décorées de lustre métallique. En général, le motif décoratif est un animal ou un personnage de grande taille sur un fond d’arabesques végétales grêles ; toutefois, on connaît aussi des décors géométriques et calligraphiques. En général, la pièce est recouverte d’une glaçure incolore qui met en valeur la blancheur de la pâte, mais des glaçures bleu cobalt et bleu turquoise sont également utilisées. 
Ce groupe tire son nom d’un site syrien sur lequel nombre de ces objets ont été retrouvés ; ils sont actuellement conservés à la collection David, à Copenhague. Cependant, aucun four n’a été mis au jour à cet endroit, et il semble donc que Tell Minis n’était pas un lieu de production mais une cache. Un problème important se pose alors : où ces pièces ont elles été fabriquées ? D’aucun ont avancé la Syrie, mais la forte ressemblance avec les pièces de fin de la production fatimide peut aussi laisser penser à l’Égypte. Il pourrait même s’agir de potiers égyptiens ayant émigré en Syrie…
Une autre interrogation se profile tenant à la date de production de ce groupe. En effet, aucune pièce n’est datée. En général, cependant, les historiens de l’art tombent d’accord pour la situer vers 1150, grâce aux résultats archéologiques et à des rapprochements stylistiques.
Quoi qu’il en soit, ce groupe forme un excellent exemple pour marquer les difficultés d’attribution et les mouvements des œuvres et des artistes à cette période.
- La céramique Lakabi

Peu d’objets composent cette série, qui utilise une technique complexe, délicate à mettre en œuvre. Les lakabi sont des céramiques à pâte siliceuse comprenant de la fritte (verre pilé), une pâte extrêmement dure, difficile à travailler. Pour les décorer, on utilise la technique du champlevé, c’est-à-dire que l’on creuse dans la pâte les motifs. On élève ensuite de petites cloisons de terre tout autour de ces motifs, que l’on remplit de glaçure de différentes couleurs ; celles-ci ne fusent pas entre elles grâce à la présence des cloisons. 
Le chef-d’œuvre de cette série est un plat conservé au Musée d'Art islamique de Berlin, dont le décor se résume à un aigle en position héraldique. Le Musée du Louvre conserve également un tesson au sphinx réalisé dans cette technique.
- Les rondes-bosses

Sculpture hautes d’une quarantaine de centimètres, les rondes bosses en céramique servent de bouches de fontaines. Elles sont généralement décorées de glaçures colorées bleue ou turquoise. Elles prennent la forme d’animaux (coq à la queue avec des têtes de dragon et sphinx de la collection David à Copenhague) ou de personnages (cavalier se défendant contre un dragon, musée national de Damas).

### Métal

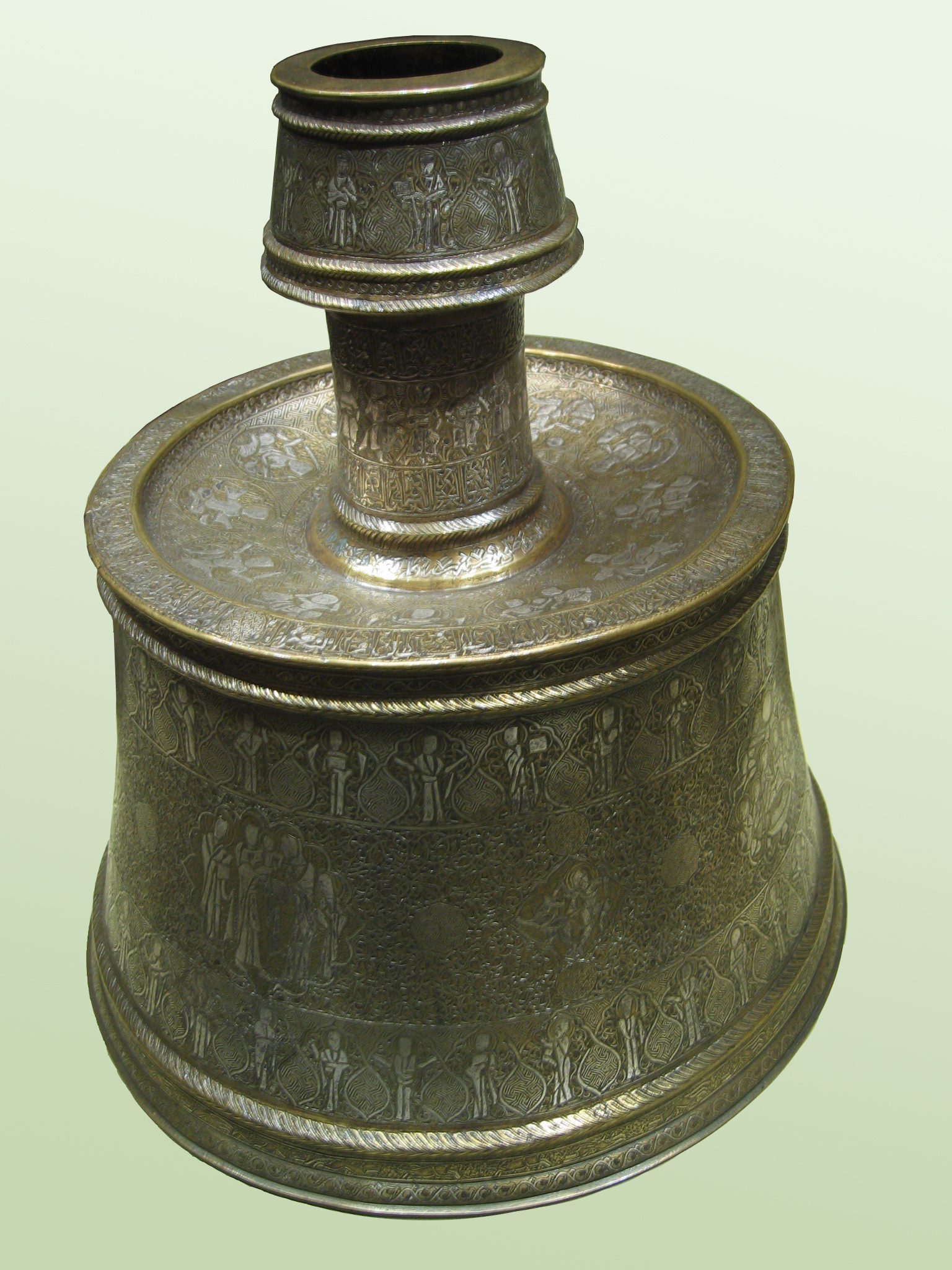
Chandelier, Irak ou Syrie du nord, 1248-49, musée du Louvre

La zone-clé, pour la production de métaux incrustés, est la Jezirah, et principalement la ville de Mossoul, où règne Badr al-Din. Beaucoup d’artistes signent en ajoutant à la fin de leur nom la mention al-Mawsili, « de Mossoul », même s’ils n’en sont en fait pas toujours originaires. Damas et peut-être Alep sont également des centres de production de métaux.
Pour son décor, l’art du métal est le plus souvent incrusté d’or et d’argent, que met en valeur la pâte noire, créant un effet polychrome. Le répertoire iconographique est fortement inspiré de l’art du livre.
La première pièce de métal incrusté faite hors du monde iranien et datée est l’aiguière Blacas, conservée au British Museum, qui porte la mention al-Mawsili et la date de 1232. Sur un fond de « T » imbriqués se trouvent une épigraphie figurée (mélange de lettres et d’éléments figuratifs) et plusieurs scènes : scène de chasse, personnage avec un miroir, scène d’allégeance, etc.
La collection David à Copenhague conserve également une grande écritoire faite par Ali ibn Yahya al-Mawsili en 1255-1256 qui présente plus de quarante scènes différentes, ainsi qu’une magnifique épigraphie.
Au Louvre, on signalera le vase Barberini, fait pour Salah al-Din II Ayyub (règne 1237-1260), qui offre une place prépondérante à l’épigraphie. Des scènes de chasse se détachent également sur un fond de rinceaux végétaux.

## Art du livre
L’art du livre illustré est important à cette période. Il entre dans le domaine de l’art du livre arabe. Comme toujours avec l’art du livre, il est difficile de dégager de caractéristiques probantes pour cette période.

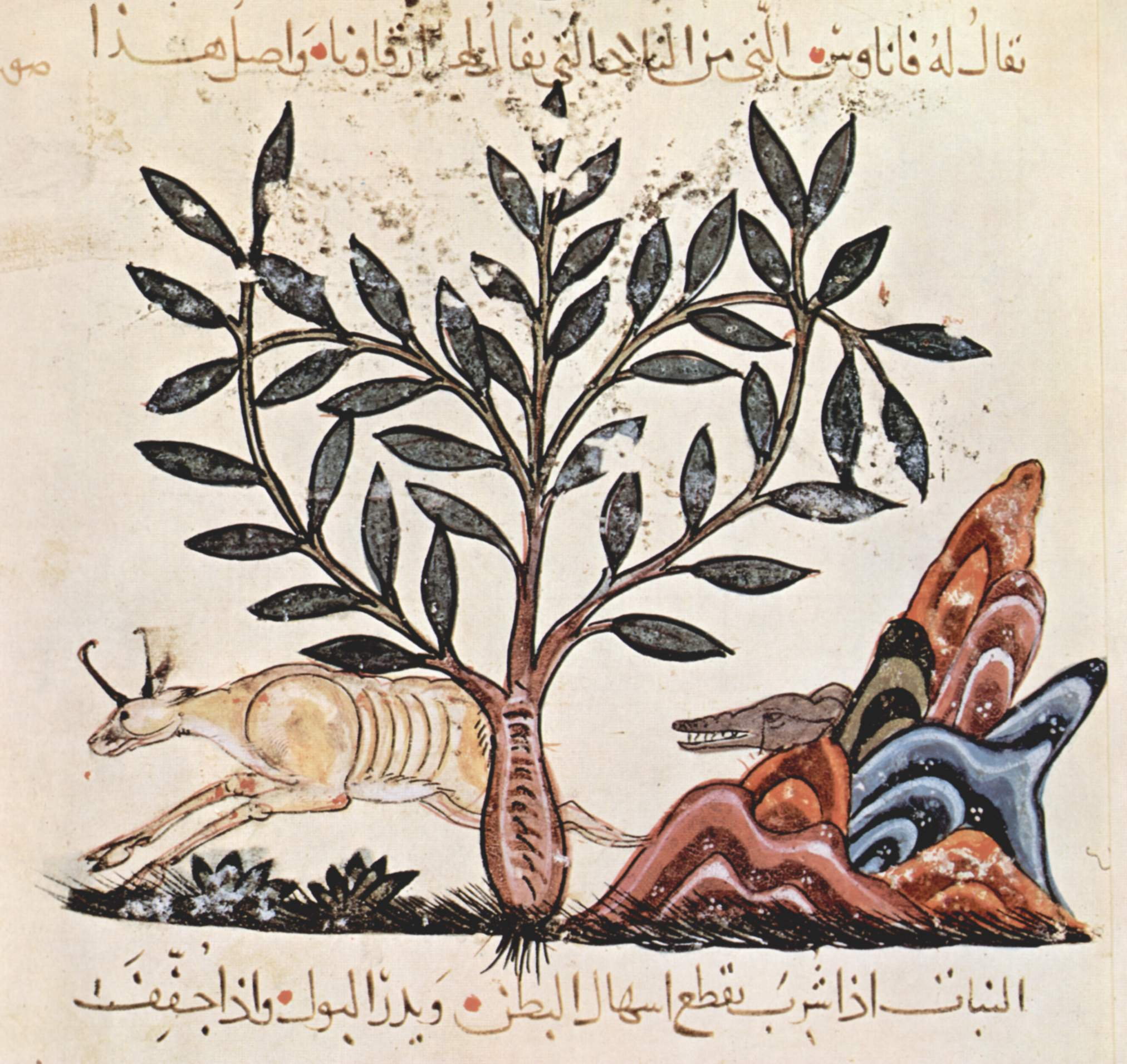
De materia Medica, manuscrit des Dioscorides, Irak, 1224

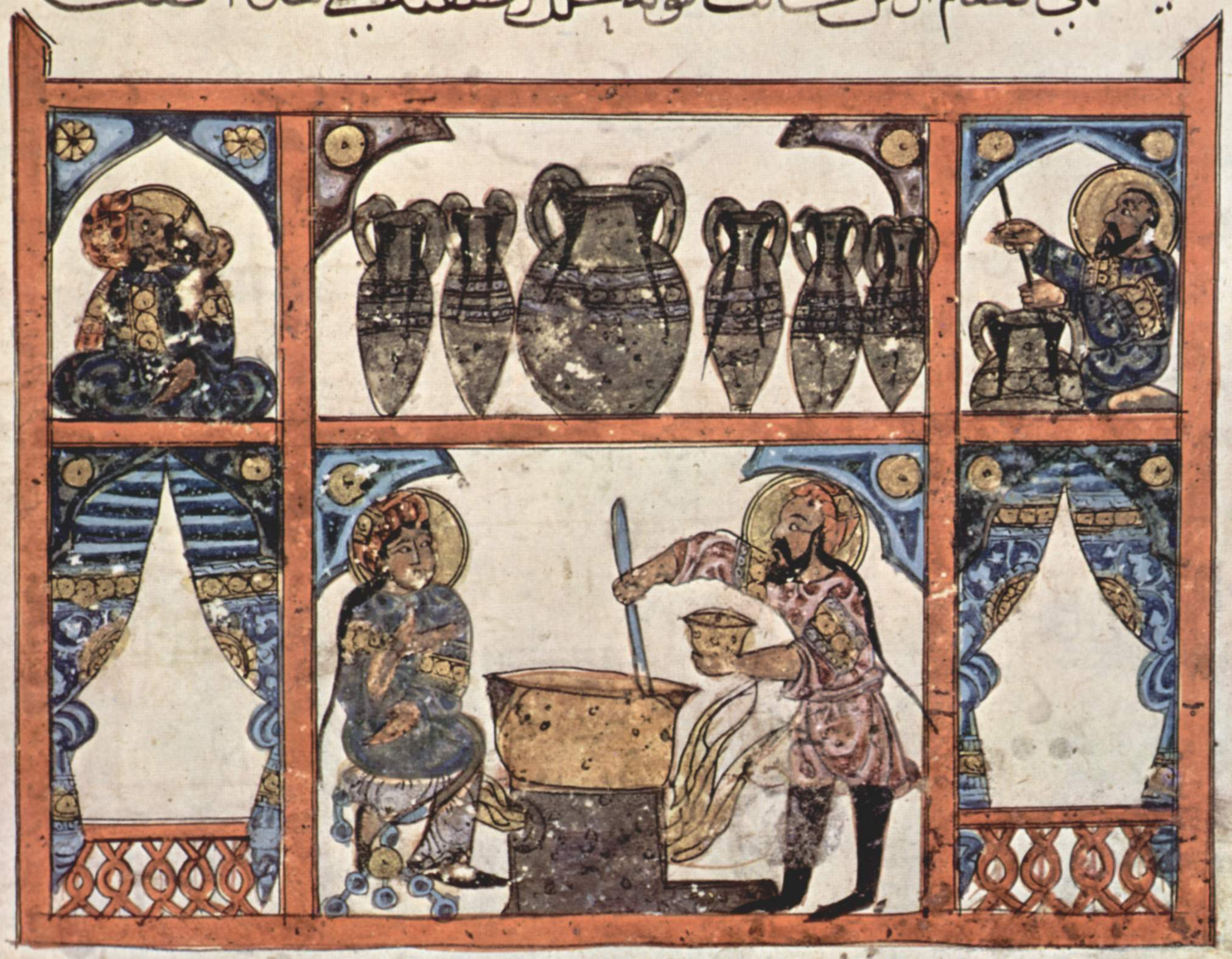
De materia Medica, manuscrit des Dioscorides, le pharmacien, Irak, 1224

Plusieurs types de textes sont illustrés, notamment des traités médicaux (Livre de la Thériaque, De materia medica) et des textes littéraires (Kalia wa Dimna, Maqamat d’al-Hariri). Pour l’iconographie, divers modèles sont utilisés, que l’on retrouve dans d’autres arts. Ainsi, un manuscrit du Livre de la Thériaque daté de 1299 possède, en frontispice, une représentation de la lune comme un grand cercle formé par les corps de deux dragons, une figure apotropaïque que l’on trouve fréquemment en Anatolie. Un manuscrit des Maqamat de al-Hariri (arabe 6094 de la BNF) présente quant à lui des scènes qui pourraient avoir été inspirées par une iconographie chrétienne.
Le traitement de la peinture en général marque une connaissance des modèles classiques à travers l’influence byzantine (teintes nuancées, etc.). La plupart du temps, l’action ne s’inscrit pas dans un cadre déterminé, mais seule la ligne de sol est marquée. Les plantes sont traitées de manière un peu stéréotypée, et des liens avec d’autres arts, notamment celui du métal, sont à établir.

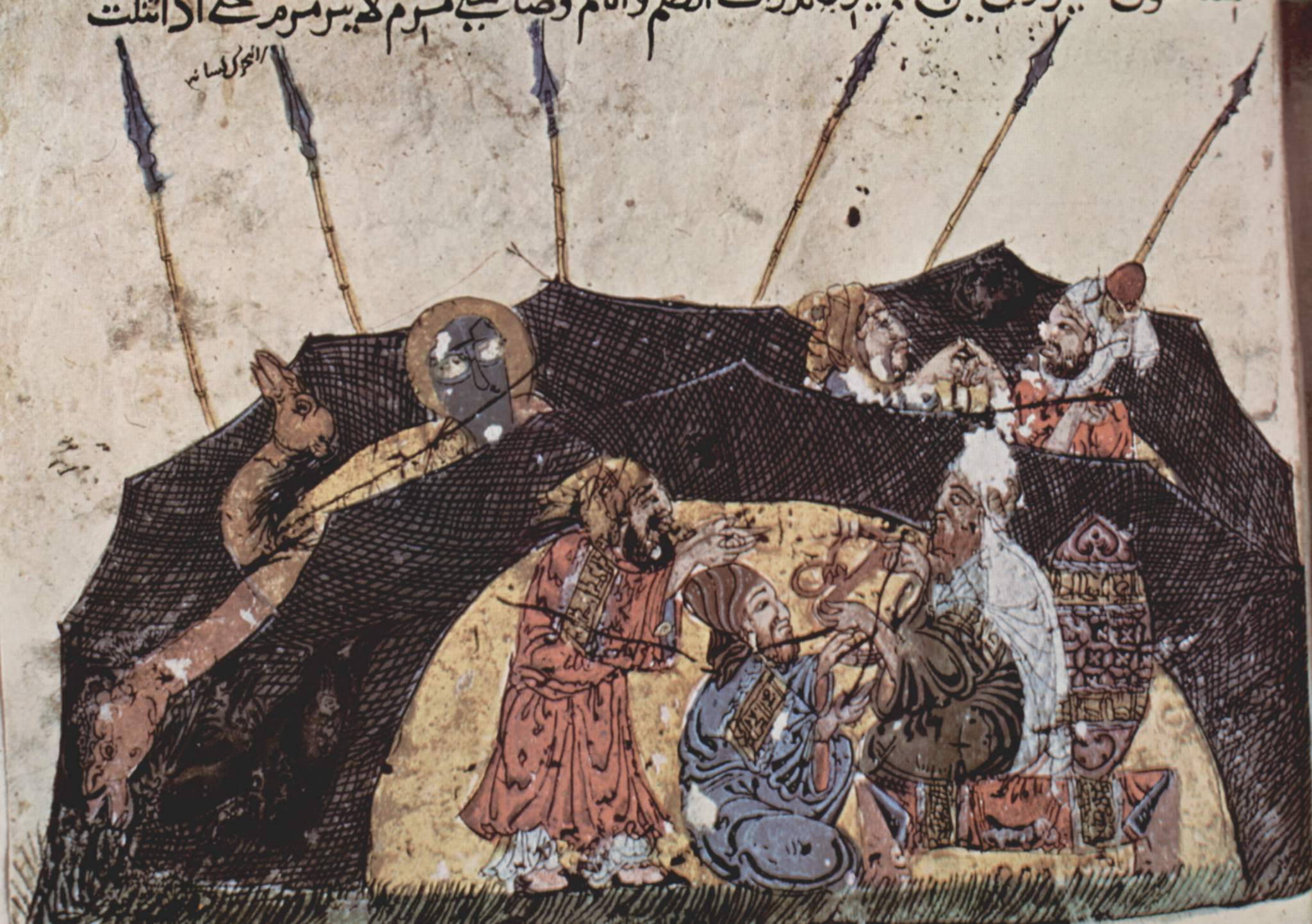
Maqamat, Irak, vers 1225-1235